# Arrondissement di La Flèche
L'arrondissement di La Flèche è una suddivisione amministrativa francese di 148 675 abitanti (al 1º gennaio 2022), situata nel dipartimento della Sarthe e nella regione dei Paesi della Loira.

## Storia
Il 13 febbraio 2006, gli arrondissement della Sarthe sono stati modificati.

## Composizione
L'arrondissement di La Flèche comprende 125 comuni in 12 cantoni:
- cantone di Brûlon
- cantone di La Chartre-sur-le-Loir
- cantone di Château-du-Loir
- cantone di La Flèche
- cantone di Le Grand-Lucé
- cantone di Le Lude
- cantone di Loué
- cantone di Malicorne-sur-Sarthe
- cantone di Mayet
- cantone di Pontvallain
- cantone di Sablé-sur-Sarthe
- cantone di La Suze-sur-Sarthe